# Onthophagus mentaveiensis
Onthophagus mentaveiensis är en skalbaggsart som beskrevs av Antoine Boucomont 1914. Onthophagus mentaveiensis ingår i släktet Onthophagus och familjen bladhorningar. Inga underarter finns listade i Catalogue of Life.